# Жить здорово!
«Жить здо́рово» — российская телепередача, выходящая на «Первом канале». Главная ведущая и руководитель передачи — Елена Малышева. Программа стартовала 16 августа 2010 года.
Выходит в эфир по будням, в 10:10 (ранее в 9:50/10:55).
Передача имеет формат ток-шоу и 5 рубрик («Про жизнь», «Про еду», «Про медицину», «Про дом» и «Совет за минуту»).

## История
В июле 2010 года передача «Малахов+», которую вёл народный целитель Геннадий Малахов, находилась на грани закрытия. В связи с этим генеральный директор «Первого канала» Константин Эрнст обратился с просьбой к коллеге Алексею Пиманову, чтобы тот принял участие в создании будничной передачи, которую бы совместно вели Геннадий Малахов и Елена Малышева. Однако Пиманов отказался от данной задумки, считая, что ничего хорошего, кроме высоких рейтингов на старте, такая передача не принесёт. Вместо этого он предложил идею, появившуюся у него и Малышевой несколько лет тому назад: ток-шоу с обсуждением проблем жизни, питания, медицины и дома — так называемую «преобразованную передачу „Здоровье“». В конечном итоге передача впервые появилась в эфире 16 августа 2010 года, а спустя месяц заняла место «Малахов+» в утренней сетке «Первого канала».
На протяжении передачи соведущие Елены Малышевой менялись по нескольку раз, но чаще всего передачу ведут кардиолог Герман Шаевич Гандельман, мануальный терапевт Дмитрий Николаевич Шубин и педиатр Андрей Петрович Продеус, ранее периодически принимавшие участие в программе «Здоровье».
В марте 2022 года «Первым каналом» принято решение о временной приостановке выхода программы «Жить здорово!», в связи с изменением сетки вещания, до окончания вторжения России на Украину.
С 11 апреля 2022 года «Первым каналом» принято решение о возврате программы в эфир.

## О передаче
Передача начинается с краткого описания ведущими сегодняшних тем каждой рубрики. Затем начинается обсуждение этих тем. Для иллюстрации какой-либо проблемы часто используются макеты и муляжи человеческих органов (художник — Алексей Телетнев) и приглашаются гости из зрительного зала. Во время рубрики «Про еду» действие происходит на кухне в правой части студии. В рубрике «Про медицину», проходящей в импровизированном медицинском кабинете в левой части студии, иногда проводится своеобразное голосование: после озвучивания вопроса зрители, сидящие за рядом мониторов, нажимают на кнопки внизу них. Красная кнопка означает отрицательный ответ, зелёная — положительный ответ, жёлтая — сомнение.
В конце передачи ведущие произносят короткие реплики в виде полезных советов.
Строгого распределения ведущих по рубрикам нет, кто-то может в одном выпуске может вести рубрику «Про медицину», а в другом — «Про еду».
Руководителем редакторской группы и креативным продюсером ток-шоу одно время являлся сын Елены Малышевой Юрий, также врач по образованию.
24 сентября 2019 года Федеральное агентство по печати и массовым коммуникациям выделило 57 млн рублей в качестве субсидии производителю программы — ООО «Пиманов и партнёры». Государство компенсируют производителю расходы на производство «социально значимых проектов в области электронных СМИ». После предоставления субсидий, одна минута телепередачи «Жить здорово!» стала стоить 33,6 тыс. рублей.
Каждый новый выпуск заканчивается фирменной фразой Елены Малышевой «Нам с вами было хорошо, пусть и вам будет жить здорово!».

## Рубрики

### Про жизнь
В этой рубрике врачи рассказывают о различных бытовых применениях медицинских знаний, например, как сохранить осанку, как уберечься от травм во время гололёда и т. д.

### Про еду
В этой рубрике ведущие рассказывают, как правильно хранить и употреблять различные продукты питания, и какую пользу или вред они приносят, а повар передачи Алексей Ковба демонстрирует приготовление вкусных и полезных блюд, которыми угощают зрителей в студии.

### Про медицину
В этой рубрике врачи рассказывают, как избежать различных заболеваний, при этом некоторые пациенты получают медицинскую помощь прямо во время съёмок (тематика схожа с передачей «Здоровье»).

### Про дом
В этой рубрике Елена Малышева даёт бытовые советы (например, как чистить ковёр и как избежать появления моли в шкафу), в демонстрации этих действий ей помогают остальные ведущие. Часто рассказывается о необычном использовании привычных вещей, о выборе и использовании бытовой техники, иногда Малышева задаёт гостям три вопроса — как выбрать, как хранить и как правильно использовать бытовую технику и прочие домашние средства.

### Совет за минуту
19 марта 2018 года в передаче появилась новая рубрика «Совет за минуту» (альтернативные названия «Совет за одну минуту», «Вопрос на минуту», а также «Про сердце», «Про иммунитет», «Про ухо, горло и нос», «Про женщин», «Про живот», «Про боль», которые менялись в зависимости от темы совета).
Суть рубрики заключается в том, что зрители в студии задают вопрос одному врачу-специалисту, которому выдаётся минута, чтобы максимально полно и чётко ответить на него.

### Прочее
С 3 по 6 января 2011 года в передаче была пятая рубрика — «Про любовь», где происходила «битва полов»: например, спор, кто умнее — мужчины или женщины. Малышева в ней участия не принимала, рубрику вели мужчины-ведущие, иногда вместе с ними и другие специалисты, как профессиональные врачи, так и студенты медицинских факультетов.
В 2015 году вместо рубрики «Про жизнь» выходили её вариации, называвшиеся «Про стресс» и «Про семью».
С 27 марта по 29 июня 2017 года каждый понедельник (с 8 по 29 июня 2017 года — каждый четверг) в «Жить здорово!» выходил спецвыпуск «Дыхание Родины», занимавший полный хронометраж передачи. В ходе этих выпусков в студию по видеосвязи звонили разные люди со своими проблемами, которые решали приглашённые врачи. Вела спецвыпуск Елена Малышева в одиночку, остальные постоянные ведущие просто присутствовали в студии. Формат передачи был похож на рубрику передачи «Здоровье» «Трудные вопросы о…».
С 14 апреля по 11 мая 2017 года каждую пятницу рубрику «Про дом» заменяла новая — «Про красоту». В этом фрагменте два врача (Александр Пухов и Юрий Малышев) давали различные советы о том, как поддерживать собственную молодость и красоту, но один из врачей рассказывал о медикаментозном решении проблем, а другой — о достижении результата в домашних условиях. Елена Малышева принимала минимальное участие в рубрике, её соведущие не участвовали вовсе.

## Ведущие
- Елена Малышева, Дмитрий Шубин, Натан Коган, Михаил Коновалов (16 августа—9 сентября 2010)
- Елена Малышева, Дмитрий Шубин, Михаил Коновалов (10 сентября—29 октября 2010)
- Елена Малышева, Дмитрий Шубин, Михаил Коновалов, Андрей Продеус (1 ноября—3 декабря 2010)
- Елена Малышева, Дмитрий Шубин, Герман Гандельман, Андрей Продеус (6 декабря—9 декабря 2010)
- Елена Малышева, Дмитрий Шубин, Александр Пухов, Андрей Продеус (10 декабря—21 декабря 2010)
- Елена Малышева, Дмитрий Шубин, Герман Гандельман, Андрей Продеус (24 декабря 2010—3 октября 2015)
- Елена Малышева, Дмитрий Шубин, Герман Гандельман, Андрей Продеус, Марк Гальперин (6 октября 2015—24 февраля 2016)
- Елена Малышева, Дмитрий Шубин, Герман Гандельман, Андрей Продеус (25 февраля—22 сентября 2016)
- Елена Малышева, Дмитрий Шубин, Герман Гандельман, Марк Гальперин/Игорь Городокин (иногда) (23 сентября—6 декабря 2016)
- Елена Малышева, Дмитрий Шубин, Герман Гандельман, Владимир Никифоров (7 декабря 2016—23 мая 2017)
- Елена Малышева, Дмитрий Шубин, Герман Гандельман, Владимир Никифоров, Александр Пухов (24 мая—21 июня 2017)
- Елена Малышева, Дмитрий Шубин, Герман Гандельман, Владимир Никифоров (22 июня—2 августа 2017)
- Елена Малышева, Дмитрий Шубин, Герман Гандельман (3 августа—19 октября 2017)
- Елена Малышева, Дмитрий Шубин, Михаил Коновалов (20 октября—22 декабря 2017)
- Елена Малышева, Дмитрий Шубин, Герман Гандельман, Андрей Продеус (25 декабря 2017—27 марта 2020)
- Елена Малышева, Дмитрий Шубин, Андрей Продеус (30 марта 2020—26 марта 2021)
- Елена Малышева, Дмитрий Шубин, Герман Гандельман, Андрей Продеус (29 марта 2021—5 июля 2022)
- Елена Малышева, Михаил Коновалов, Герман Гандельман, Андрей Продеус (с 6 июля 2022)

## Критика
- В январе 2011 года в передаче был показан сюжет, где Малышева в присутствии раввина обрезала воротник свитера вызванной из зала девушки, что символизировало обрезание крайней плоти[12]. Благодаря своей специфичности и нелепости сюжет за несколько дней стал интернет-мемом[13].
- В ноябре 2014 года общественное движение в защиту прав родителей и детей «Межрегиональное родительское собрание» решило направить жалобу в Генпрокуратуру РФ на передачи «Жить здорово!» и «Здоровье»[14]. По мнению обратившихся, данные передачи занимаются пропагандой начала ранней половой жизни среди несовершеннолетних и растлением молодёжи[14]; в качестве примера приводились названия выпусков обеих передач, среди них — «Вся правда о влагалище», «Моделирование эрекции», «Как правильно выбрать и надеть презерватив», «Что происходит во время оргазма», «О безвредности мастурбации»[14].
- Выпуск от 29 марта 2018 года вызвал широкий резонанс в интернете в связи с тем, что Елена Малышева заявила о необходимости отстрела бродячих собак. Слова телеведущей вызвали шквал критики со стороны защитников животных[15].
- В выпуске от 13 июня 2019 года Малышева назвала больных детей «кретинами» и «идиотами»[16], обсуждая тему «Откуда берутся кретины» в отношении к детям с умственной отсталостью, что крайне возмутило ассоциацию «Аутизм-Регионы». Известный врач Геннадий Онищенко раскритиковал Малышеву и заявил, что ей надо быть корректней в формулировках[17].
- В своей программе «Жить здорово!» от 25 ноября 2011 года Малышева, обсуждая свойства пчелиного мёда, заявила, что он в 100 раз калорийнее сахара и что при растворении в кипятке мёд становится источником канцерогенных веществ, что вызвало широкий общественный резонанс среди пчеловодов и просто любителей мёда, которые начали сбор подписей в знак протеста[18].
- В выпуске от 22 марта 2012 года Малышева подняла тему метеоризма во время оргазма, что вызвало большой общественный резонанс. В передаче была продемонстрирована любительская видеозапись, демонстрирующая обсуждаемую проблему[19].

## Пародии
- В 2021 году в рамках программы Comedy Club на ТНТ с Гавром и Олегом Верещагиным была спародирована программа «Жить здорово!» на Первом канале в виде сюжета о пальцах[20].
- Программа пародировалась в рамках программы «Однажды в России» на ТНТ под названием «37,2», имена ведущих при этом не назывались. Также передача пародировалась в шоу «Большая разница» на Первом канале.